# Die ersten Tage
Die ersten Tage è un film del 1971 diretto da Herbert Holba.
È stato presentato al 21º Festival internazionale del cinema di Berlino.
In italiano il titolo, tradotto letteralmente, significa "Il primo giorno".